# Pilot 751 SE
Pilot 751 SE är en svensk lotsbåt som byggdes 1979 som Tjb 751 av AB Holms Skeppsvarv, Råå, Helsingborg för Sjöfartsverket i Norrköping. Tjb 751 stationerades vid Landsorts lotsplats. Det stora djupgåendet på 2,10 meter gjorde att båten inte kom in till lotsstationen i Västerhamn på södra Öja utan fick istället placeras i Norderhamn på norra delen av ön. Personalen körde mellan lotsstationen och Norderhamn med en jeep när båten skulle användas. År 1981 flyttades båten till Oxelösunds lotsstation och Landsort fick istället Tjb 358.  År 2005 döptes båten om till Pilot 751 SE.